# Filtro Comb
Em processamento de sinais, um filtro comb ou filtro em pente opera adicionando uma parte levemente defasada do sinal a si mesmo, gerando interferências construtivas e destrutivas, de modo similar à modulação em anel. A resposta em frequência de um filtro comb consiste de uma série de picos regularmente espaçados, de modo que ele parece um comb (pente em inglês).
Em um sistema de tempo discreto, o filtro é representado pela seguinte fórmula: 
{\displaystyle y[n]=ax[n]+bx[n-\tau ]+cy[n-\tau ]}
ainde τ é a constante de atraso. O filtro comb também pode ser formulado no domínio contínuo do tempo. Neste caso, a resposta em frequência é dada por:
{\displaystyle H(\omega )={\frac {a+be^{-i\omega \tau }}{1-ce^{-i\omega \tau }}}}
Os picos do comportamento de "comb" (pente) característico ocorrem pois a resposta em frequência passa por descontinuidades períodicas. Isto ocorre quando temos a seguinte condição:
{\displaystyle \cos(\omega \tau )={\frac {1+c^{2}}{2c}}}

## Aplicações
Existem filtros comb 2D e 3D implementados em hardware (e ocasionalmente em software) em decodificadores NTSC de televisão. O filtro trabalha de modo a reduzir problemas como ruidos na imagem.
Outras versões do filtro comb podem ser encontradas em sistemas de telecomunicações em rede terrestres. Entretanto, os filtros comb não são encontrados em sistemas de comunicações no espaço profundo devido às suas considerações de projeto de sistema separadas.
Os filtros comb podem ser utilizados para a produção de efeitos de eco. Por exemplo, se o atraso é ajustado para alguns milissegundos, e o filtro é utilizado em sinais de áudio, ele modela o efeito de uma cavidade cilíndrica. Isto ocorre pois há ressonância na cavidade.

## Derivação da resposta em frequência
O filtro comb é um sistema linear invariante no tempo.  Deste modo, se o sinal de entrada x(n) é uma exponencial da forma:
{\displaystyle x(n)=e^{i\omega n}}
o sinal de saída y(n) possui a forma:
{\displaystyle y(n)=H(\omega )e^{i\omega n}}   .
Se estas expressões são substituidas na fórmula do filtro comb acima, nós temos:
{\displaystyle H(\omega )e^{i\omega n}=ae^{i\omega n}+be^{i\omega (n-\tau )}+cH(\omega )e^{i\omega (n-\tau )}}
{\displaystyle H(\omega )e^{i\omega n}=ae^{i\omega n}+be^{-i\omega \tau }e^{i\omega n}+cH(\omega )e^{-i\omega \tau }e^{i\omega n}}
Como a função exponencial nunca é igual a zero, ela pode ser dividida em:
{\displaystyle H(\omega )=a+be^{-i\omega \tau }+cH(\omega )e^{-i\omega \tau }}
Resolvendo para {\displaystyle H(\omega )} temos:
{\displaystyle H(\omega )={\frac {a+be^{-i\omega \tau }}{1-ce^{-i\omega \tau }}}}